# Lista monarhilor Siciliei

## Conții de Sicilia
În timpul cuceririlor din Italia de sud ale normanzilor, Sicilia a fost conferită lui Robert Guiscard (duce de Apulia și Calabria) în 1059 de către papa Nicolae al II-lea. La rândul său, Robert Guiscard a acordat-o cu titlu de comitat fratelui său mai mic, Roger. 
Dinastia Hauteville, 1071–1130
| Numele, anii de domnie    | Portretul  | Data, locul nașterii, numele părinților                         | Numele soției, anul căsătoriei, numărul copiilor                                                  | Anul și locul decesului   |
| ------------------------- | ---------- | --------------------------------------------------------------- | ------------------------------------------------------------------------------------------------- | ------------------------- |
| Roger I 1071–1101         | Roger I    | 1031 fiul lui Tancred de Hauteville și Fredisenda               | Iudith d'Évreux 1061 4 copii Eremburga de Mortain 1077 8 copii Adelaida del Vasto 1087 4 copii    | 1101 Mileto               |
| Simon 1101–1105           | Hauteville | 1093 fiul lui Roger I și Adelaida del Vasto                     | necăsătorit                                                                                       | 1105 Mileto               |
| Roger al II-lea 1105–1130 | Roger II   | 22 decembrie 1095 Mileto fiul lui Roger I și Adelaida del Vasto | Elvira de Castilia 1117 6 copii Sibila de Burgundia 1149 2 copii Beatrice de Rethel 1151 un copil | 26 februarie 1154 Palermo |

## Regii Siciliei
Roger al II-lea a primit învestitura papală din partea antipapei Anaclet al II-lea în 1130 și recunoașterea din partea papei Inocențiu al II-lea în 1139. Sicilia, care la acel moment cuprindea nu numai insula propriu-zisă, ci și sudul Peninsulei Italice, s-a extins prin includerea și a Maltei și Mahdiei, cea din urmă doar pentru scurtă vreme.

### Dinastia Hauteville,1130–1198
| Numele, anii de domnie                  | Portretul   | Data, locul nașterii, numele părinților                          | Numele soției, anul căsătoriei, numărul copiilor                                                  | Anul și locul decesului   |
| --------------------------------------- | ----------- | ---------------------------------------------------------------- | ------------------------------------------------------------------------------------------------- | ------------------------- |
| Roger al II-lea 1130–1154               | Roger II    | 22 decembrie 1095 Mileto fiul lui Roger I și Adelaida del Vasto  | Elvira de Castilia 1117 6 copii Sibila de Burgundia 1149 2 copii Beatrice de Rethel 1151 un copil | 26 februarie 1154 Palermo |
| Guillaume I "cel Rău" 1154–1166         | William I   | 1131 fiul lui Roger al II-lea și Elvira de Castilia              | Margareta de Navarra 4 copii                                                                      | 7 mai 1166 Palermo        |
| Guillaume al II-lea "cel Bun" 1166–1189 | William II  | 1155 fiul lui Guillaume I și Margareta de Navarra                | Ioana de Anglia februarie 1177 un copil                                                           | 11 noiembrie 1189 Palermo |
| Tancred I 1189–1194                     | Tancred     | 1138 fiul ilegitim al lui Roger al III-lea de Apulia             | Sibila de Acerra 6 copii                                                                          | 20 februarie 1194 Palermo |
| Roger al III-lea 1193                   | Hauteville  | 1175 fiul lui Tancred I și Sibila de Acerra                      | Irina Angelina fără copii                                                                         | 24 decembrie 1193         |
| Guillaume al III-lea 1194               | William III | 1190 fiul lui Tancred I și Sibila de Acerra                      | necăsătorit                                                                                       | 1198                      |
| Constanța I 1194–1198                   | Constance   | 2 noiembrie 1154 fiica lui Roger al II-lea și Beatrice de Rethel | Henric al VI-lea, Împărat al Sfântului Imperiu Roman 1184 un copil                                | 27 noiembrie 1198 Palermo |

Prin căsătoria Constanței de Hauteville cu împăratul Henric al VI-lea de Hohenstaufen, Regatul Siciliei a trecut sub dinastia germană (originară din Suabia) a Hohenstaufenilor.

### Dinastia Hohenstaufen,1194–1266
| Numele, anii de domnie                     | Portretul         | Data, locul nașterii, numele părinților                                          | Numele soției, anul căsătoriei, numărul copiilor                                                                                     | Anul și locul decesului                                    |
| ------------------------------------------ | ----------------- | -------------------------------------------------------------------------------- | --- | ---------------------------------------------------------- |
| Henric I 1194–1197                         | Henry (I)         | noiembrie 1165 Nijmegen fiul lui Frederic I Barbarossa și Beatrice I de Burgundy | Constanța I 1184 un copil | 28 septembrie 1197 Messina                                 |
| Frederic I 1198–1250                       | Frederick I       | 26 decembrie 1194 Jesi fiul lui Henric I și Constanța I                          | Constanța de Aragon 15 august 1209 un copil Iolanda a Ierusalimului 9 noiembrie 1225 2 copii Isabela de Anglia 15 iulie 1235 4 copii | 13 decembrie 1250 Torremaggiore                            |
| Henric al II-lea 1212–1217                 |                   | 1211 Sicilia fiul lui Frederic I și Constanța de Aragon                          | Margareta de Austria 29 noiembrie 1225 2 copii                                                                                       | 12 februarie 1242 Martirano                                |
| Conrad I 1250–1254                         | Conrad I          | 25 aprilie 1228 Andria fiul lui Frederic I și Iolanda a Ierusalimului            | Elisabeta de Bavaria 1 septembrie 1246 un copil                                                                                      | 21 mai 1254 Lavello                                        |
| Conrad(in) al II-lea "cel Tânăr" 1254–1268 | Conrad II         | 25 martie 1252 Wolfstein fiul lui Conrad I și Elisabeta de Bavaria               | necăsătorit | 29 octombrie 1268 Napoli (executat)                        |
| Manfred 1258–1266                          | Manfred of Sicily | 1232 fiul nelegitim al lui Frederic I                                            | Beatrice de Savoia 21 aprilie 1247 un copil Elena Angelina Doukaina 9 noiembrie 1255 5 copii                                         | 26 februarie 1266 Bătălia de la Benevento (căzut în luptă) |

Manfred a fost regent al Siciliei în numele nepotului său de frate, Conrad al II-lea („Conradin”), însă a preluat coroana în 1258 și a continuat să lupte pentru a menține regatul sub familia Hohenstaufenilor. În 1254, papa, după ce declarase regatul ca fiind posesiune papală, a oferit coroana fiului regelui Henric al III-lea al Angliei, Edmund Crouchback, însă acesta nu a preluat niciodată domnia. În 1262, papa a revenit asupra deciziei anterioare și a conferit regatul fratelui regelui Ludovic al IX-lea al Franței, Carol de Anjou, care a reușit să îl deposedeze pe Manfred în 1266. Conradin a continuat să pretindă tronul până când a fost executat prin decapitare de către Carol de Anjou în 1268.

### Casa de Plantagenet,1254–1263
Edmund Crouchback, fiul regelui Henric al III-lea al Angliei, pretendent la coroana Siciliei între 1254 și 1263.

### Casa Capețienilor de Anjou,1266–1282
| Numele, anii de domnie | Portretul | Data, locul nașterii, numele părinților                                      | Numele soției, anul căsătoriei, numărul copiilor                                                | Anul și locul decesului |
| ---------------------- | --------- | ---------------------------------------------------------------------------- | ----------------------------------------------------------------------------------------------- | ----------------------- |
| Carol I 1266–1282      | Charles I | 21 martie 1226 fiul lui Ludovic al VIII-lea al Franței și Bianca de Castilia | Beatrice de Provence 31 ianuarie 1246 7 copii Margareta de Burgundia 18 noiembrie 1268 un copil | 7 ianuarie 1285 Foggia  |

Regele Petru al III-lea al Aragonului, ginere al lui Manfred de Hohenstaufen, a cucerit insula Sicilia de la Carol I în 1282 și s-a încoronat rege al Siciliei. După aceea, vechiul Regat al Siciliei și-a avut centrul pe continent, cu capitala la Napoli, și deși informal era numit Regatul Neapolelui, în mod formal era cunoscut tot ca "Regatul Siciliei". Astfel, erau două "Sicilii" — cu toate acestea, regatul insular are adesea numit "Sicilia de dincolo de Far" sau "Trinacria", în stipulațiile tratatului încheiat între cele două state.

### Casa de Barcelona,1282–1409
| Numele, anii de domnie                     | Portretul | Data, locul nașterii, numele părinților                                     | Numele soției, anul căsătoriei, numărul copiilor | Anul și locul decesului                 |
| ------------------------------------------ | --------- | --------------------------------------------------------------------------- | --- | --------------------------------------- |
| Petru I "cel Mare" 1282–1285               | Peter I   | 1240 Valencia fiul lui Iacob I al Aragonului și Iolanda a Ungariei          | Constanța de Sicilia 13 iunie 1262 6 copii | 2 noiembrie 1285 Vilafranca del Penedès |
| Iacob I "cel Drept" 1285–1296              | James     | 10 august 1267 Valencia fiul lui Petru I și Constanța de Sicilia            | Isabela de Castilia 1 decembrie 1291 fără copii Bianca de Anjou 29 octombrie 1295 10 copii Maria de Lusignan 15 iunie 1315 fără copii Elisenda de Montcada 25 decembrie 1322 fără copii | 5 noiembrie 1327 Barcelona              |
| Frederic al II-lea 1296–1336               | Aragon    | 13 decembrie 1272 Barcelona fiul lui Petru I și Constanța de Sicilia        | Eleonora de Anjou 17 mai 1302 9 copii | 25 iunie 1337 Palermo                   |
| Petru al II-lea 1337–1342                  | Aragon    | iulie 1305 fiul lui Frederic al II-lea și Eleonora de Anjou                 | Elisabeta de Carintia 23 aprilie 1322 9 copii | 15 august 1342 Calascibetta             |
| Ludovic 1342–1355                          | Aragon    | 1337 Catania fiul lui Petru al II-lea și Elisabeta de Carintia              | necăsătorit | 16 octombrie 1355 Aci Castello          |
| Frederic al III-lea "cel Simplu" 1355–1377 | Aragon    | 1 septembrie 1341 Catania fiul lui Petru al II-lea și Elisabeta de Carintia | Constanța de Aragon 11 aprilie 1361 un copil Antonia de Balzo 17 ianuarie 1372 fără copii                                                                                               | 27 ianuarie 1377 Messina                |
| Maria 1377–1401                            | Maria     | 1363 Catania fiica lui Frederic al III-lea și Constanța de Aragon           | Martin I al Siciliei 1390 un copil | 25 mai 1401 Lentini                     |
| Martin I "cel Tânăr" 1395–1409             | Aragon    | 1374 fiul lui Martin I al Aragonului și Maria de Luna                       | Maria a Siciliei 1390 un copil | 25 iulie 1409 Cagliari                  |

Martin I a murit fără a avea moștenitori, iar Regatul Siciliei a fost moștenit de către tatăl său, care l-a unit cu Regatul Aragonului.

### Casa de Trastámara,1409–1516
| Numele, anii de domnie                    | Portretul    | Data, locul nașterii, numele părinților                                               | Numele soției, anul căsătoriei, numărul copiilor                                 | Anul și locul decesului      |
| ----------------------------------------- | ------------ | ------------------------------------------------------------------------------------- | -------------------------------------------------------------------------------- | ---------------------------- |
| Martin al II-lea "cel Bătrân" 1409–1410   | Martin II    | 1356 Girona fiul lui Petru al IV-lea al Aragonului și Eleonora de Sicilia             | Maria de Luna 13 iunie 1372 4 copii Margareta of Aragon-Prades 1409 fără copii   | 31 mai 1410 Barcelona        |
| Ferdinand I "cel Cinstit" 1412–1416       | Ferdinand I  | 27 noiembrie 1380 Medina del Campo fiul lui Ioan I al Castiliei și Eleonora de Aragon | Eleonora de Alburquerque 1394 8 copii                                            | 2 aprilie 1416 Igualada      |
| Alfonso "Magnanimul" 1416–1458            | Alfonso      | 1396 Medina del Campo fiul lui Ferdinand I și Eleonora de Alburquerque                | Maria de Castilia 1415 fără copii                                                | 27 iunie 1458 Napoli         |
| Ioan "cel Mare" 1458–1468                 | Ferdinand II | 29 iunie 1397 Medina del Campo fiul lui Ferdinand I și Eleonora de Alburquerque       | Bianca I a Navarrei 6 noiembrie 1419 4 copii Juana Enríquez 2 copii              | 20 ianuarie 1479 Barcelona   |
| Ferdinand al II-lea "Catolicul" 1468–1516 | Ferdinand II | 10 martie 1452 fiul lui Ioan al II-lea al Aragonului și Juana Enriquez                | Isabela I a Castiliei 19 octombrie 1469 5 copii Germaine de Foix 1505 fără copii | 23 ianuarie 1516 Madrigalejo |
| Ioana "cea Nebună" 1516–1555              | Joanna       | 6 noiembrie 1479 fiica lui Ferdinand al II-lea de Aragon și Isabela I a Castiliei     | Filip I al Castiliei 1496 6 copii                                                | 12 aprilie 1555 Madrigalejo  |

### Casa de Habsburg,1516–1713
| Numele, anii de domnie     | Portretul   | Data, locul nașterii, numele părinților                                    | Numele soției, anul căsătoriei, numărul copiilor                                                                                               | Anul și locul decesului   |
| -------------------------- | ----------- | -------------------------------------------------------------------------- | --- | ------------------------- |
| Carol al II-lea 1516–1554  | Charles II  | 24 februarie 1500 Gent fiul lui Filip I al Castiliei și Ioana de Castilia  | Isabela a Portugaliei 10 martie 1526 3 copii                                                                                                   | 21 septembrie 1558 Yuste  |
| Filip I 1554–1598          | Philip I    | 21 mai 1527 Valladolid fiul lui Carol al II-lea și Isabela a Portugaliei   | Maria Manuela de Portugalia 1543 un copil Maria I a Angliei 1554 fără copii Elisabeta de Valois 1559 2 copii Ana de Austria 4 mai 1570 5 copii | 13 septembrie 1598 Madrid |
| Filip al II-lea 1598–1621  | Philip II   | 14 aprilie 1578 Madrid fiul lui Filip I și Ana de Austria                  | Margareta de Austria 18 aprilie 1599 5 copii                                                                                                   | 31 martie 1621 Madrid     |
| Filip al III-lea 1621–1665 | Philip III  | 8 aprilie 1605 Valladolid fiul lui Filip al II-lea și Margareta de Austria | Elisabeta de Bourbon 1615 7 copii Mariana de Austria 1649 5 copii                                                                              | 17 septembrie 1665 Madrid |
| Carol al III-lea 1665–1700 | Charles III | 6 noiembrie 1661 Madrid fiul lui Filip al III-lea și Mariana de Austria    | Maria Luiza de Orléans 19 noiembrie 1679 fără copii Mariana de Neuburg 14 mai 1690 fără copii                                                  | 1 noiembrie 1700 Madrid   |

### Casa de Bourbon,1700-1713
| Numele, anii de domnie    | Portretul | Data, locul nașterii, numele părinților                                                   | Numele soției, anul căsătoriei, numărul copiilor                                             | Anul și locul decesului |
| ------------------------- | --------- | ----------------------------------------------------------------------------------------- | -------------------------------------------------------------------------------------------- | ----------------------- |
| Filip al IV-lea 1700–1713 | Charles V | 19 decembrie 1683 Versailles fiul lui Ludovic, Delfin al Franței și Maria Anna de Bavaria | Maria Louisa de Savoia 2 noiembrie 1701 4 copii Elisabeta de Parma 24 decembrie 1714 7 copii | 9 iulie 1746 Madrid     |

La încheierea Războiului de succesiune la tronul Spaniei, în virtutea tratatului de la Utrecht, Sicilia a fost cedată către Casa de Savoia

### Casa de Savoia,1713–1720
| Numele, anii de domnie   | Portretul      | Data, locul nașterii, numele părinților                                                       | Numele soției, anul căsătoriei, numărul copiilor | Anul și locul decesului      |
| ------------------------ | -------------- | --------------------------------------------------------------------------------------------- | ------------------------------------------------ | ---------------------------- |
| Victor Amadeus 1713–1720 | Victor Amadeus | 14 mai 1666 Torino fiul lui Carol Emanuel al II-lea, duce de Savoia și Marie Jeanne de Savoia | Anne Marie de Orléans 10 aprilie 1684 6 copii    | 31 octombrie 1732 Moncalieri |

Spaniolii au invadat regatul în 1718. Ducele de Savoia l-a cedat Austriei în 1720 prin tratatul de la Haga.

### Casa de Habsburg,1720–1735
| Numele, anii de domnie    | Portretul  | Data, locul nașterii, numele părinților                                                                        | Numele soției, anul căsătoriei, numărul copiilor | Anul și locul decesului |
| ------------------------- | ---------- | --- | ------------------------------------------------ | ----------------------- |
| Carol al IV-lea 1720–1735 | Charles IV | 1 octombrie 1685 Viena fiul lui Leopold I, Împărat al Sfântului Imperiu Roman și Eleonore-Magdalena de Neuburg | Elisabeta Christina 1 august 1708 4 copii        | 20 octombrie 1740 Viena |

Ducele Carol I de Parma a cucerit regatul în timpul Războiului de succesiune la tronul Poloniei. La sfârșitul războiului Sicilia a fost cedată ducelui de Parma.

### Casa de Bourbon,1735–1816
| Numele, anii de domnie         | Portretul    | Data, locul nașterii, numele părinților                                    | Numele soției, anul căsătoriei, numărul copiilor                                             | Anul și locul decesului  |
| ------------------------------ | ------------ | -------------------------------------------------------------------------- | -------------------------------------------------------------------------------------------- | ------------------------ |
| Carol al V-lea 1735–1759       | Charles V    | 20 ianuarie 1716 Madrid fiul lui Filip al IV-lea și Elisabeta de Parma     | Maria Amalia de Saxonia 1738 13 copii                                                        | 14 decembrie 1788 Madrid |
| Ferdinand al III-lea 1759–1816 | Ferdinand IV | 12 ianuarie 1751 Napoli fiul lui Carol al V-lea și Maria Amalia de Saxonia | Maria Carolina a Austriei 12 mai 1768 17 copii Lucia Migliaccio 27 noiembrie 1814 fără copii | 4 ianuarie 1825 Napoli   |

În 1816, Regatul Siciliei s-a reunit cu Regatul Neapolelui.